# 普罗德达图尔
普罗德达图尔（Proddatur），是印度安得拉邦Cuddapah县的一个城镇。总人口164932（2001年）。

## 人口
该地2001年总人口164932人，其中男性82826人，女性82106人；0—6岁人口19948人，其中男10098人，女9850人；识字率63.79%，其中男性为73.21%，女性为54.28%。